# 君と。
「君と。」（きみと）は、ハジ→の6枚目のメジャーシングル。発売元はEMI Records。

## 解説
- 前作「sumire。」から約9ヶ月ぶりのシングル。
- 初回限定盤には2014年11月から同年12月まで行われたワンマンツアー「超☆応援するyour タウンっ♪ tour→2014。〜全国47都道府県はじツア→実現への道〜」のドキュメント映像を収録したDVDが付属される。

## 収録曲
1. 君と。
  - 作詞・作曲：ハジ→
2. BGM♪♪。
  - 作詞・作曲：ハジ→
3. ずっと。 (★STAR GUiTAR REMIX) 
  - 作詞・作曲：ハジ→

インディーズ2ndシングル「ずっと。」収録曲のリミックス。
4. 君と。(Instrumental)